# Reserva índia Yakama
La reserva índia Yakama és una reserva índia dels Estats Units de la tribu reconeguda federalment de les Tribus i Bandes Confederades de la Nació Yakama. La tribu està formada per klickitats, palus, walla walla, wanapum, wenatchi, wishram, i yakama.

## Localització
La reserva està situada al cantó est de les muntanyes Cascade al sud de l'estat de Washington.
Segons l'Oficina del Cens dels Estats Units, la reserva té una superfície de 5.661,56 km² i una població el 2000 de 31.799 habitants. Ocupa la major part del comtat del comtat de Yakima i el límit septentrional del comtat de Klickitat. Una petita secció travessa la cantonada sud del comtat del comtat de Lewis (Washington). La ciutat més gran de la reserva és Toppenish.

## Història
La reserva va ser creada el 1855 per un tractat signat pel governador del territori de Washington Isaac Stevens i els representants de la tribu yakama. Alguns líders creien que aquests representants no tenen l'autoritat per cedir la terra i que no havien obtingut el consens del ple del consell o de la tribu. Una disputa sobre el tractat va conduir a la Guerra Yakima (1855-1858).
Després de la Guerra Bannock de 1878 el govern dels Estats Units va obligar els paiute del nord a marxar de Nevada i a la reserva Yakama, encara que la majoria no havien participat en la guerra. Els més de 500 paiute van ser sotmesos a privacions durant anys abans que se'ls permeté tornar a Nevada. Tenir-los no significava competència pels recursos i l'habitatge de tots els habitants. Els paiute no van tornar a Nevada fins a la dècada de 1880.

## Comunitats
- Glenwood
- Harrah
- Parker
- Satus
- Tampico (part)
- Toppenish
- Union Gap (part)
- Wapato
- White Swan